# Cmentarz żydowski w Ciepielowie
Cmentarz żydowski w Ciepielowie – znajduje się przy ul. Szkolnej i został założony w XVII wieku. Teren nekropolii o powierzchni 0,2 ha jest zdewastowany i nieogrodzony, na jego części wybudowano tartak.